# Wirtualnemedia.pl
Wirtualnemedia.pl – polski portal informacyjny poświęcony telewizji, radiu, prasie, internetowi, reklamie, technologii, public relations, badaniom marketingowym i rozrywce.
Portal został założony 1 grudnia 2000 i pierwotnie funkcjonował pod nazwą MojeMedia.pl. W 2020 był notowany w rankingu Alexa na miejscu 460. W 2021 odwiedzało go miesięcznie ponad 3,5 mln użytkowników. Informacje opublikowane w portalu ukazują się w największych serwisach internetowych (m.in. Onet.pl, Wirtualna Polska, Interia.pl) oraz gazetach (m.in. „Rzeczpospolita”, „Gazeta Wyborcza”, „Dziennik”, Fakt”, „Super Express, „Press”, „Newsweek”).
Od kwietnia 2022 redaktorem naczelnym portalu jest Patryk Pallus, wcześniej stanowisko obejmował założyciel serwisu Marcin Szumichora, który do początku stycznia 2024 był również jego właścicielem. W styczniu 2024 właścicielem portalu została spółka Wirtualna Polska Holding. Po przejęciu portal funkcjonuje jako osobna spółka, niezależna od części mediowej WP. Prezeską nowo nabytej spółki została Ewa Świstuniuk.